# Wladimir Wladimirowitsch Kunin
Wladimir Wladimirowitsch Kunin, eigentlich Wladimir Feinberg, (russisch Владимир Владимирович Кунин; * 19. Juni 1927 in Leningrad; † 4. Februar 2011 in München) war ein russischer Schriftsteller, Dramatiker und Drehbuchautor.
Kunin war Mitglied der Union der Filmemacher der Russischen Föderation (Союз кинематографистов России), der Russischen Union der Schriftsteller (Союз писателей России) sowie Ehrenmitglied der Internationalen Vereinigung von Schriftstellern und Publizisten (Международная ассоциация писателей и публицистов). Einem größeren Publikum bekannt wurde er im Westen durch die Verfilmung (1989) seines Romans Intergirl (1988). Seit 1990 lebte Kunin in Deutschland.

## Werke
- Intergirl. Fischer, Frankfurt am Main 1991, ISBN 3-354-00700-1.
- I go to Haifa! Piper, München 1993, ISBN 3-492-03578-7.
- Russkie na Marienplac. AST, Moskau 2006, ISBN 978-5-271-42251-5.